# たべ・こーじ
たべ・こーじは日本の漫画家。代表作に『GALS POLICE 24時』『ピンサロスナイパー』。
1980年代のロリコン漫画誌から活動しているベテランだが、1度漫画家を挫折して約12年間サラリーマン生活をしていた。
2000年代に入ったころから、濃厚な絵柄の黒ギャル系成人向け漫画で知られるようになった。
漫画アシスタント経験は一切無く、全て独学。
2010年代中頃からはさらにスタイリッシュな劇画系の作風へ転じ、『週刊漫画ゴラク』（日本文芸社）で連載した一般向け作品の『ピンサロスナイパー』では、70年代バイオレンスアクション映画のオマージュに満ちた異様な世界観を構築している。

## 作品リスト

### 連載
- トランスGALS（『ヤングアニマル嵐』、全2巻[3]）
- GALS POLICE 24時（『ヤングアニマル嵐』2011年No.8 - 2013年No.3、全2巻）
- CA裏物語〜愛の夜姦飛行〜 - 成人向け
- 仮面の淫夢（エンジェルコミックス、全1巻） - 成人向け
- ピンサロスナイパー（『週刊漫画ゴラク』[4]、全3巻）
- 女任侠伝 修羅（『LINEマンガ』2021年2月19日[5] - 連載中、既刊1巻）
- ワルハメ〜マル秘潜入捜査官アガサ〜（『ヤンチャンWeb』2023年7月2日[6] - 、既刊3巻）